# Большой энциклопедический словарь
Большо́й энциклопеди́ческий слова́рь — универсальный, сначала двухтомный (1-е издание), позднее однотомный энциклопедический словарь, выпускавшийся издательством «Большая российская энциклопедия» в следующих годах:
- 1991 (1-е издание);
- 1997 (2-е издание, переработанное и дополненное);
- 2002 (2-е издание, переработанное и дополненное, с ил.; ISBN 5-85270-160-2, ISBN 5-7711-0004-8).

Словарь включает около 80 000 статей, в том числе около 20 000 биографий. Формат 84×108/16, объём 152,88 печатных листа (1456 страниц в изданиях 1997 и 2002 годов). Главный редактор — академик А. М. Прохоров.
Словарь позиционировался как универсальное справочное издание, охватывающее все области современного знания, но наряду с этим, особое внимание уделено освещению проблем становления новой суверенной России.
Издание является продолжением издания «Советский энциклопедический словарь» после распада СССР и образования издательства «Большая российская энциклопедия».
Электронное издание «Большая энциклопедия Кирилла и Мефодия» создано на основе «Большого энциклопедического словаря».

## Издания
- Большой энциклопедический словарь : [В 2 т.] / Гл. ред. А. М. Прохоров. — М.: Советская энциклопедия, 1991-. — 27 см.

1. Т. 1: [А-Н]. Т. 1. — М.: Советская энциклопедия, 1991. — 862,[2] с. : ил., карт. — ISBN 5-85270-042-8 (В пер.) : 28 р.
2. Т. 2. — М.: Советская энциклопедия, 1991. — 768 с. : ил., карт.; ISBN 5-85270-044-4 (В пер.) : 45 р.

- Большой энциклопедический словарь / Гл. ред. А. М. Прохоров. — М.: Советская энциклопедия; СПб.: Фонд «Ленингр. галерея», 1993. — 1628 c. : ил., карт. ; 27 см. (1-е издание без изменений)
- Большой энциклопедический словарь : [А-Я] / Гл. ред. А. М. Прохоров. — 2-е изд., перераб. и доп. — М.: Большая российская энциклопедия; СПб.: Норинт, 1997. — 1434, [16] с.; 26 см; ISBN 5-85270-160-2 (В пер.) : Б. ц.
- Большой энциклопедический словарь / Гл. ред. А. М. Прохоров. — 2-е изд., перераб. и доп. — М.: Большая Российская энциклопедия; СПб.: НОРИНТ, 1998. — 1434, [17] с. : ил., карт. ; 27 см.
- Большой энциклопедический словарь / Гл. ред. А. М. Прохоров. — 2-е изд, перераб. и доп. — М.: Большая Российская энциклопедия; СПб.: Норинт, 2000. — 1434,[21] c. : ил. ; 27 см.
- Большой энциклопедический словарь : [А — Я : Ок. 80000 ст.] / Гл. ред. А. М. Прохоров. — 2-е изд., перераб. и доп. — М.: Большая Российская энциклопедия; СПб.: Норинт, 2001. — 1434,[20] с. : ил., карт. ; 26 см.
- Большой энциклопедический словарь / гл. ред. А. М. Прохоров. — М.: Советская энциклопедия; СПб.: Фонд «Ленинградская галерея», 2002. — 1628 с. : ил., карт.; 27 см. — ISBN 5-85270-015-0 (В пер.)